# 科帕韋火山
科帕韋火山（Volcán Copahue）是位於阿根廷和智利接壤邊境的層狀火山，在長度2公里的範圍內有9個火山口，東部的頂峰火山口形成闊300米的酸性鹽水火山湖。科帕韋火山的火山湖在20世紀爆發時噴出火山碎屑岩和已冷卻的液體硫碎片。